# كيكوال متلم
كيكوال متلم (الاسم العلمي:Quisqualis sulcata) هي نوع نباتي يتبع جنس الكيكوال من الفصيلة القمبريطية. 